# Gérard Boudet
Gérard Boudet, né en 1947 à Villeneuve-lès-Maguelonne, est un ingénieur et expert sur les questions liées au sel.

## Biographie
Né dans une famille de saliniers, il devient ingénieur du CNAM (1975) puis obtient le grade de docteur-ingénieur en mathématiques appliquées (1980). Une longue carrière au sein du groupe international Salins du Midi l'amène à occuper en 1996, le poste de directeur de la production du sel pour la France et l'Espagne puis également en Tunisie (2002).
Dans ses ouvrages et articles, il aborde le rôle social et économique majeur du sel au sein des sociétés et des grandes civilisations, mais également de façon plus pratique, le rôle des marais salants, les outils utilisés pour la récolte du sel…
Il est nommé expert en 1984 auprès de l'ONU pour les questions liées au sel de mer et devient, en 1989, conseiller à la Banque de France Il est toujours très impliqué dans l'action des chambres de commerce et d'industrie de Nîmes, Arles et de la région PACA.

## Œuvres

### À caractère historique
- " En direct des salins de Peccais en juillet 1789 - La machine élévatrice de Vignat au salin de Frontignan - Autour d'une Bombe des salins de Villeroy - J-J Cambacéres, actionnaire des salins d'Aigues-Mortes " in revue  le Salinier no 65 1989.
- " Des découvertes de Balard aux premiers procédés industriels ", in  Bulletin de liaison de l'association des amis du musée de la pharmacie Montpellier 1990 no 15 p. 65 71
- « A. R. Péchiney et l'origine de l'exploitation du sel à Salin-de-Giraud », in Bulletin des amis du vieil Arles, 1994
- " La renaissance des Salins du Midi au XIXe siècle", Les Salins du Midi, 1995
- " Le transport maritime et fluvial du sel en Provence au XIXe siècle", in La gazette des archives no 174-175  1996 3 et 4
- " De La Nouvelle à Port-Leucate Le commerce maritime du sel", in  Capian Méditerranée no 6 1992
- " Le sel à Sète " in  Revue Capian Méditerranée  no 4 1992
- " Le sel de Martigues au XIXe siècle ", in  Capian Méditerranée  no 7 1993
- " L'écluse de Port Saint Louis ou Rien ", in  Capian Méditerranée  no 13 1993
- " Les chalands du sel dans le bassin de Fos", in Capian Méditerranée no 9 1994
- " Les salins des Martigues ", in  Reflets  no 70 1994
- " Les salins de Camargue et le Rhône ", in  Courrier du Parc no 42 1994 p. 127-135
- " Le transport maritime et fluvial du sel en Camargue au début du XIXe siècle", in Capian Méditerranée 1990 no 3
- " Les origines du sel du littoral méditerranéen de la France ", in  Science Tribune no  mars 1997 , www.tribunes.com
- " Les Salins de Sète ou l'esprit d'entreprise au XVIIIe siècle ", in Études sur l'Hérault no 28-29 1997-98
- « Les mots d'un métier : les mots de l'industrie salinière. in Industrie en Provence, no 1, 1998 MIP/Provence Institut de recherches européennes de l'université de Provence.
- " Le chant de Peccais ou l'âme cristalline du sodium" in Septimanie no 13 2003 Le Livre en Languedoc.
- " Le sel des religieux de la Camargue Gardoise ", in Camargue no 8 février 2007.
- " Une Histoire des salins de l'Hérault ", in  Études sur l'Hérault no 42 2012, p. 103-116

### À caractère scientifique
- " Le coût réel des emprunts en période d'érosion monétaire ", sous la direction du professeur Cibert avec Philippe de Flers, Paris Dauphine, CEREG no 8101 1981.
- " Method of optimizing Stock Control of Rock Salt for the Fluctuating Deicing Market" and André Caillaud. in Sixth International Symposium on Salt 1983 Toronto Salt Institute
- " Software for a Saltworks' Yearly Production Cycle", and PA Capdequi and P Marchand. in  Sixth International Symposium on Salt 1983 Toronto Salt Institute
- " Brine Movement Management: SEASALT Software." in Seventh Symposium on Salt, Vol 1 509-512 Amsterdam 1993
- " Erosion of the Coastline " and Claude Febvre. in Seventh Symposium on Salt, Vol 1  513-518 Amsterdam 1993

## Récompenses et distinctions
- Commandeur de la Légion d'honneur[4]
- Chevalier du Mérite agricole[5]
- Membre de l'Académie des sciences et lettres de Montpellier (fauteuil I)[6]
- Membre fondateur de l’Académie des Hauts Cantons (fauteuil VIII)[7]
- Lauréat du prix industriel « Université Entreprise », au Conservatoire national des arts et métiers, pour sa thèse Modélisation mathématique d'un salin (1977)